# Copa Lagos de Fútbol Playa
La Copa Lagos de fútbol playa es un torneo de fútbol playa organizado por Beach Soccer Worldwide. El campeonato se disputa anualmente en Lagos, Nigeria desde 2011. Es disputado por 4 selecciones en formato todos contra todos, salvo la edición de 2016, cuando se jugó a partido único entre las selecciones de Nigeria y Suiza.

## Palmarés
| Año          | Sede  | Campeón         | Final Resultado | Subcampeón | Tercer lugar                | Resultado                   | Cuarto lugar                |
| ------------ | ----- | --------------- | --------------- | ---------- | --------------------------- | --------------------------- | --------------------------- |
| 2011 Detalle | Lagos | Nigeria         | liga            | Brasil     | Inglaterra                  | liga                        | Sudáfrica                   |
| 2012 Detalle | Lagos | Nigeria         | liga            | Líbano     | Portugal                    | liga                        | Argentina                   |
| 2013 Detalle | Lagos | Nigeria         | liga            | Senegal    | Líbano                      | liga                        | Alemania                    |
| 2014 Detalle | Lagos | Costa de Marfil | liga            | Nigeria    | Senegal                     | liga                        | Ghana                       |
| 2015 Detalle | Lagos | Costa de Marfil | liga            | Nigeria    | Líbano                      | liga                        | Inglaterra                  |
| 2016 Detalle | Lagos | Suiza           | 8:3             | Nigeria    | Solo hubo dos participantes | Solo hubo dos participantes | Solo hubo dos participantes |
| 2017 Detalle | Lagos | España          | liga            | Nigeria    | Marruecos                   | liga                        | Líbano                      |
| 2019 Detalle | Lagos | Senegal         | liga            | Nigeria    | Brasil                      | liga                        | Inglaterra                  |

### Títulos por equipo
| Equipo          | Campeón              | Subcampeón                       | Tercer lugar   | Cuarto lugar   |
| --------------- | -------------------- | -------------------------------- | -------------- | -------------- |
| Nigeria         | 3 (2011, 2012, 2013) | 5 (2014, 2015, 2016, 2017, 2019) |                |                |
| Costa de Marfil | 2 (2014, 2015)       |                                  |                |                |
| Senegal         | 1 (2019)             | 1 (2013)                         | 1 (2014)       |                |
| Suiza           | 1 (2016)             |                                  |                |                |
| España          | 1 (2017)             |                                  |                |                |
| Líbano          |                      | 1 (2012)                         | 2 (2013, 2015) | 1 (2017)       |
| Brasil          |                      | 1 (2011)                         | 1 (2019)       |                |
| Inglaterra      |                      |                                  | 1 (2011)       | 2 (2015, 2019) |
| Portugal        |                      |                                  | 1 (2012)       |                |
| Marruecos       |                      |                                  | 1 (2017)       |                |
| Sudáfrica       |                      |                                  |                | 1 (2011)       |
| Argentina       |                      |                                  |                | 1 (2012)       |
| Alemania        |                      |                                  |                | 1 (2013)       |
| Ghana           |                      |                                  |                | 1 (2014)       |